# Mall (joc)

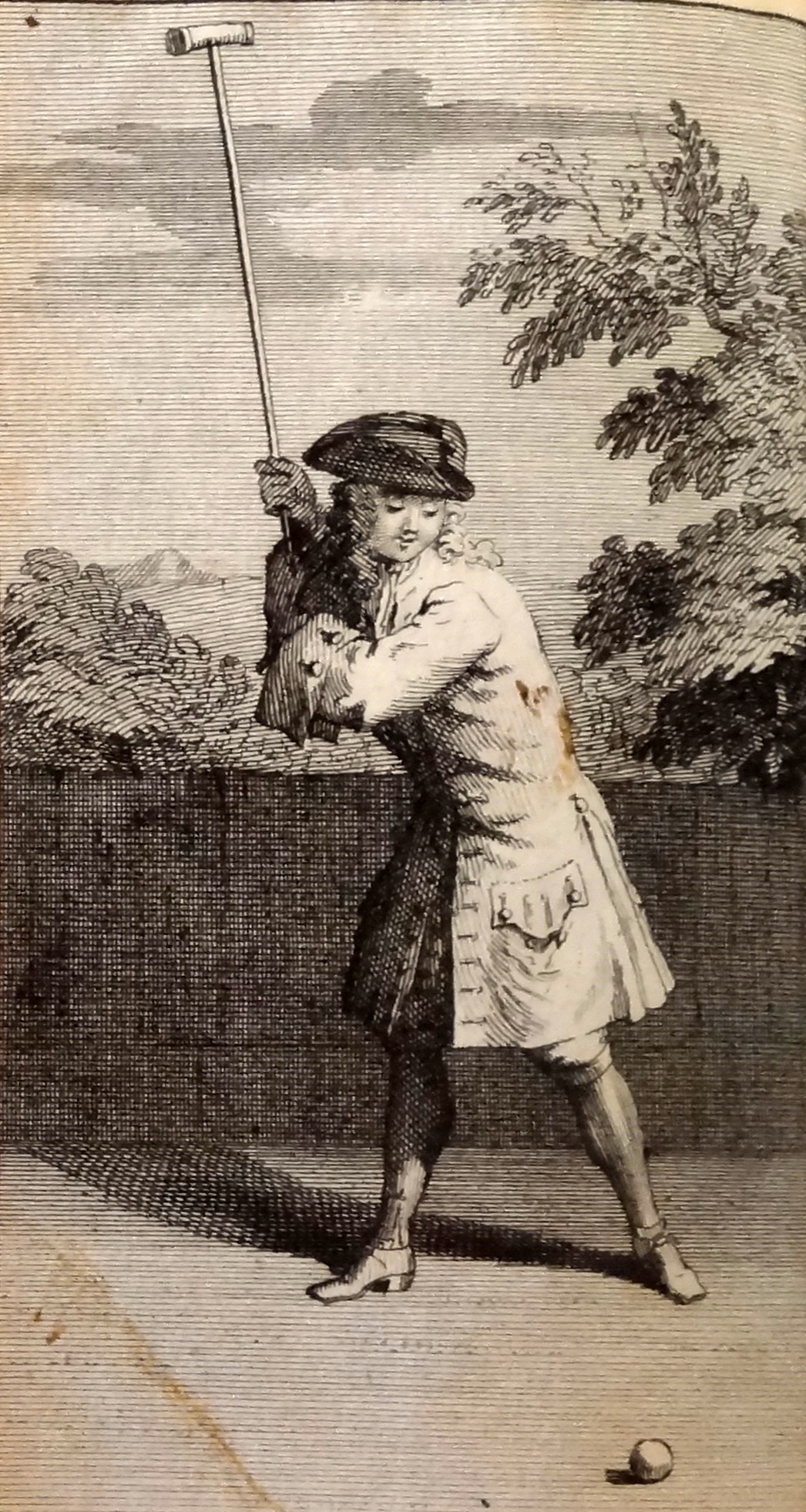
Una il·lustració de Nouvelles Règles pour le jeu de mail de Joseph Lauthier (1717)

El mall o joch de mall (En francès mitjà era "jeu de mail", i de vegades interpretat com a "joc de palla") és un joc de gespa ja obsolet originari de la Baixa Edat Mitjana i que es jugava principalment a França, i a Catalunya, va sobreviure en algunes localitats fins al segle xx. És una forma de billar de terra, que utilitza una o més pilotes, un pal amb un cap semblant a un mall, i que normalment presenta un o més objectius com cèrcols o forats. Jeu de mail era antecessor dels jocs de golf, palle-malle i croquet, i (movent-lo a l'interior i jugant sobre una taula amb equipament més petit), al billar.

## Història
El primer registre escrit conegut de joch de mall és un text llatí renaixentista que data del 1416. El nom mall, del llatí malleus, significa ' maça '. S'ha suggerit un significat alternatiu de "palla" (francès modern maille), sobre la base que els cèrcols objectius utilitzats en algunes versions del joc de vegades eren de palla lligada.
Molt popular en diverses formes a Catalunya, França i Itàlia a la Baixa Edat Mitjana i el Renaixement, el joc es va convertir en el pall-mall a principis del període modern, que es va estendre a Escòcia i després a Anglaterra ; aquest, al seu torn, va acabar convertint-se en el croquet.
Segons Brantôme, el rei Enric II de França (que va governar entre 1547 – 1559) va ser un jugador excel·lent del joc de mall i del jeu de paume (el joc de pilota valencià que finalment es va convertir en tennis i altres esports de raqueta). Lluís XIV (que va governar entre 1661 – 1715), que odiava el jeu de paume, en canvi, estava entusiasmat amb el joc de mall, i el terreny de joc als jardins del palau de les Tuileries va ser ampliat durant el seu regnat.
El joc encara es jugava a França, a les zones de Montpeller i Aix-en-Provence, a principis del segle xx, abans de la Primera Guerra Mundial. Una institució educativa de Montpeller, el Collège Jeu de Mail, encara porta el nom d’aquest joc.

## Joc
El joc fa ús d’una o més boles que generalment són de boix, però les de més qualitat són de nesprer. La pilota es colpeja amb un pal llarg amb un extrem semblant a un mall o un peu, similar a un mall de croquet o un pal de golf, respectivament; és essencialment una versió pesada del mall billar (que finalment es va convertir en el pal de tac). Les diferents variants del joc poden tenir objectius diferents (si n’hi ha), que van des de cèrcols semblants al croquet fins a forats a terra semblants al golf. Hi ha quatre variacions conegudes de les regles del joc:
- Chicane ('baralla'): similar al golf; el guanyador és qui assoleix un objectiu llunyà en menys cops.
- Grand coup ("gran cop"): l'objectiu és llançar la pilota el més lluny possible; els bons jugadors poden superar els 200 m (180 m)
- Rouët ('roda'): es jugava amb diverses pilotes; antecessor del croquet i del billar
- Partie ("partit"): una versió per a equips